# Хухи (муниципалитет)
Хухи́ (исп. Huhí) — муниципалитет в Мексике, штат Юкатан, с административным центром в одноимённом городе. Численность населения, по данным переписи 2010 года, составила 4842 человека.

## Общие сведения
Название Huhí с майянского языка можно перевести как место обитания игуан.
Площадь муниципалитета равна 198 км², что составляет 0,5 % от общей площади штата, а наивысшая точка — 12 метров над уровнем моря, расположена в административном центре.
Он граничит с другими муниципалитетами Юкатана: на севере с Санахкатом и Шокчелем, на востоке с Кантунилем, на юге с Сотутой, и на западе с Омуном.

## Учреждение и состав
Муниципалитет был образован в 1900 году, в 2010 году в его состав входило 4 населённых пункта:
| Код INEGI                  | Населённый пункт                                                           | Численность населения (2005 год) | Численность населения (2010 год) |
| -------------------------- | -------------------------------------------------------------------------- | -------------------------------- | -------------------------------- |
| 037                        | Всего                                                                      | 4497                             | 4841                             |
| 0001                       | Хухи (исп. Huhí) 20°43′31″ с. ш. 89°09′41″ з. д. (административный центр)  | 4374                             | 4745                             |
| 0002                       | Тишкакаль-Кинтеро (исп. Tixcacal Quintero) 20°38′15″ с. ш. 89°07′25″ з. д. | 102                              | 86                               |
| 0008                       | Кулуль (исп. Culul) 20°38′40″ с. ш. 89°10′42″ з. д.                        | 9                                | 7                                |
| —                          | Прочие                                                                     | 12                               | 3                                |
| Названия на карте Генштаба |                                                                            |                                  |                                  |

## Экономика
По статистическим данным 2000 года, работоспособное население занято по секторам экономики в следующих пропорциях:
- производство и строительство — 40,3 %;
- сельское хозяйство и скотоводство — 32,4 %;
- торговля, сферы услуг и туризма — 25,9 %;
- безработные — 1,4 %.

## Инфраструктура
По статистическим данным 2010 года, инфраструктура развита следующим образом:
- протяжённость дорог: 11,8 км;
- электрификация: 97,2 %;
- водоснабжение: 99 %;
- водоотведение: 47,2 %.

## Достопримечательности
В муниципалитете можно посетить храм Апостола Петра, построенный в XVIII веке, а также археологические памятники цивилизации майя.

## Фотографии

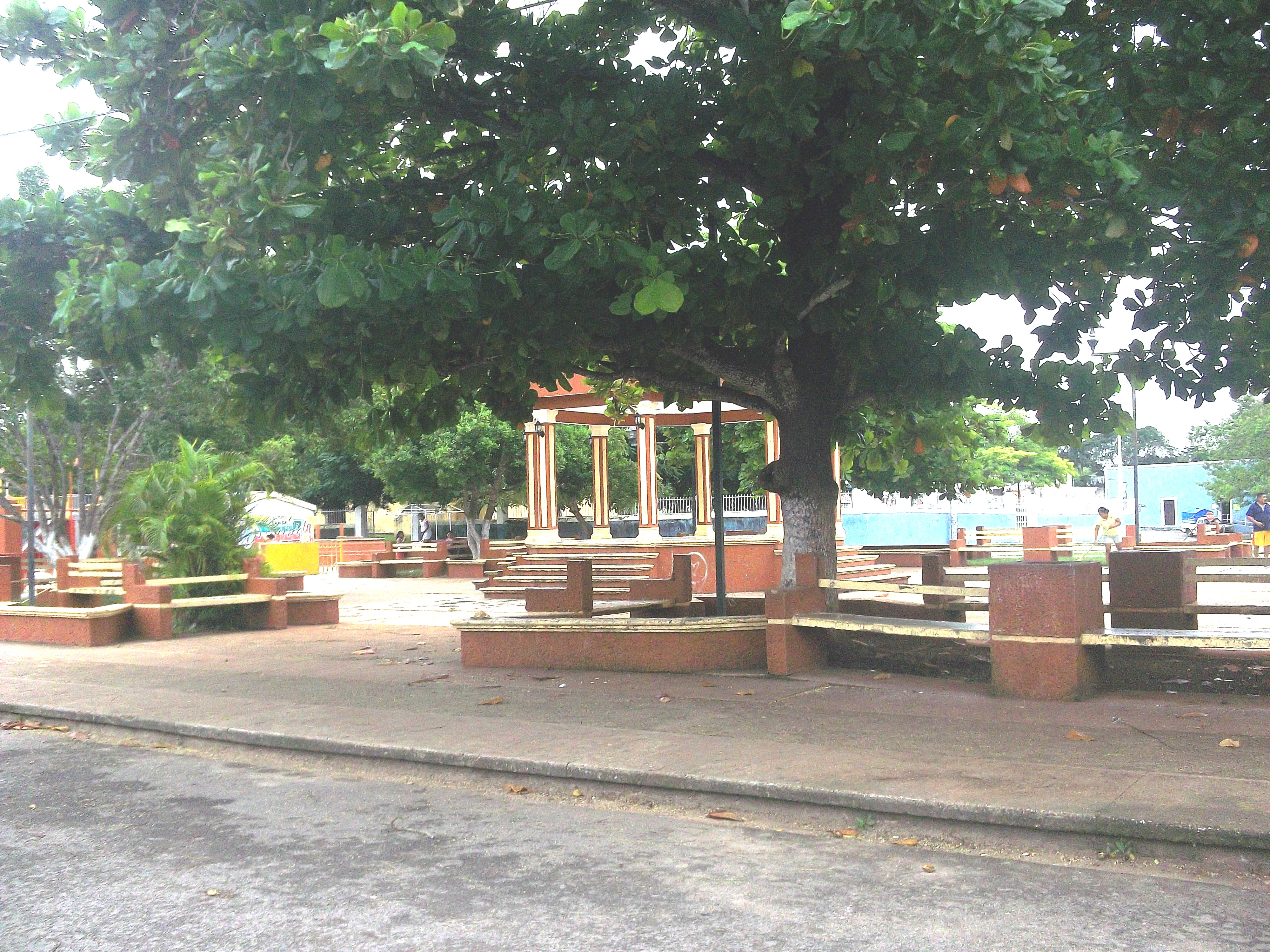
Центральный парк в Хухи
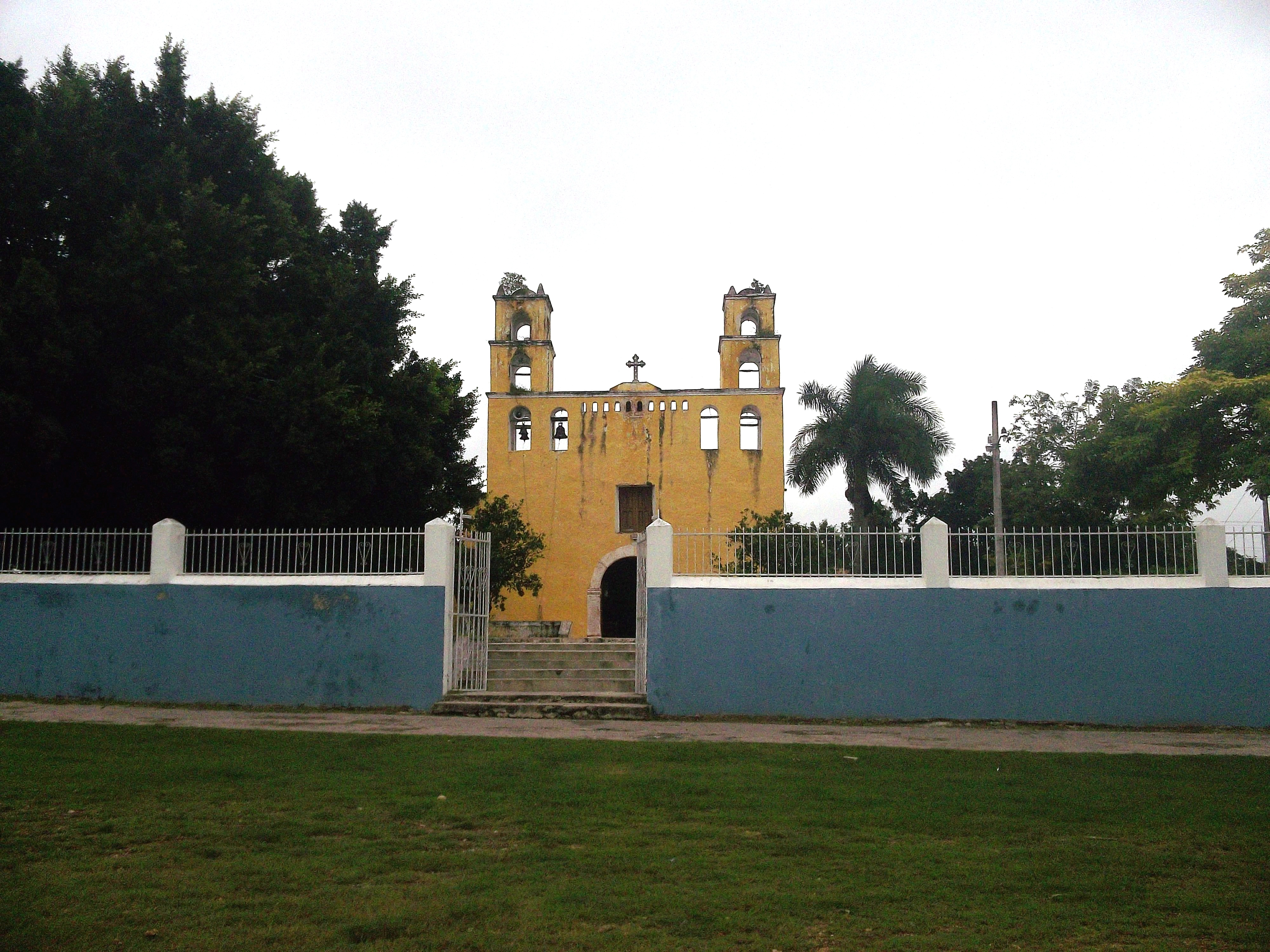
Церковь Святого Апостола Петра